# Шор, Лев Моисеевич
Шор Лев Моисеевич (5 февраля 1916, Черниговская губерния, Российская империя —  27 июня 2004, Калининград) — Заслуженный врач РСФСР (1957), доктор медицинских наук, Почетный гражданин Калининграда.

## Биография
Лев Моисеевич Шор родился 5 февраля 1916 году в Черниговской губернии в семье евреев. В семье было 10 детей. По окончании школы поступил в Фабрично-заводское училище при Харьковском электромеханическом турбогенераторном заводе. Окончив его стал работать разметчиком на заводе. Заработал самый высокий, 7-й разряд. Поступил в 2ой Медицинский институт в Ленинграде. С началом финской войны в 1939 был призван в армию и воевал связистом. Вернувшись, перевелся в Ленинградскую военно-медицинскую академию им. С. М. Кирова, которую окончил в 1944. Сразу после окончания Академии был оставлен в ней на должности командира взвода. После чего стал командиром роты. Через некоторое время Льва Моисеевича забрали на фронт. Был участником боев в Белоруссии – наступательная операция «Багратион», а затем – Восточно-Прусская операция. Великую Отечественную войну окончил в звании капитана медицинской службы в Кенигсберге. После окончания войны остался в Калининграде. Более 34 лет, начиная с 1964 года, работал хирургом в Черняховске, затем в областной клинической больнице. Создал более 70 научных работ, опубликованных в печатных медицинских изданиях, в том числе, общепризнанная монография по хирургии желчных путей. Умер 27 июня 2004 года. Похоронен в Калининграде.

## Награды
Шор Лев Моисеевич награжден орденом Красной Звезды, орденом Отечественной войны II степени. В 1957 году удостоен звания Заслуженный врач РСФСР. В 1981 году награжден медалью им. Н. И. Пирогова "За выдающиеся заслуги в хирургии". В 1998 году удостоен звания Почетный гражданин Калининграда.